# آرمان مانوکیان (اقتصاددان)
آرمان مانوکیان (ارمنی: Արման Մանուկյան؛ ۲۱ مارس ۱۹۳۱ – ۲۸ دسامبر ۲۰۱۲) یک اقتصاددان، نویسنده و استاد دانشگاه ارمنی‌تبار بود.

## زندگی‌نامه
وی ۲۱ مارس ۱۹۳۱ در استانبول به دنیا آمد و از کالج رابرت فارغ‌التحصیل گشت. در ۲۸ دسامبر ۲۰۱۲ در سن ۸۱ سالگی در استانبول درگذشت و در گورستان ارامنه شیشلی به خاک سپرده شد.